# Rainer Penkert
Rainer Penkert (* 23. Juni 1921 in Berlin; † 11. April 2012 in München) war ein deutscher Theater- und Filmschauspieler.

## Leben
Penkert nahm Schauspielunterricht bei Hilde Körber und erhielt danach erste Bühnenrollen. Als Primaner Bierlinger gab er 1940 seinen Filmeinstand in Unser Fräulein Doktor mit Jenny Jugo in der Titelrolle.
Nach Kriegsende sah man Penkert an Berliner, Münchner, Stuttgarter und Hamburger Bühnen. 1958 war er Mitwirkender der Münchner Lach- und Schießgesellschaft in deren auch vom Fernsehen übertragenen Programm Eine kleine Machtmusik.
Im Film war der große, schlanke Schauspieler in verschiedenen Nebenrollen zu sehen, zum Beispiel als Leutnant beziehungsweise Oberleutnant Wedelmann in dem Soldatenfilm 08/15 (1954) und dessen Fortsetzung 08/15 – Im Krieg. Er übernahm auch sonst relativ oft Soldatenrollen, darunter die des Widerstand leistenden Schiffsoffiziers Milkereit in Bernhard Wickis Kennwort Morituri (1964).
In späteren Jahren arbeitete Penkert auch als Antiquitätenhändler.

## Filmografie
- 1940: Unser Fräulein Doktor
- 1948: Menschen in Gottes Hand
- 1949: Die Kuckucks
- 1949: Anonyme Briefe
- 1950: Der fallende Stern
- 1950: Frühlingsromanze
- 1952: Toxi
- 1953: Ein Herz spielt falsch
- 1954: 08/15
- 1955: 08/15 Zweiter Teil
- 1955: Urlaub auf Ehrenwort
- 1956: Die Ausgestoßenen (Todos somos necesarios)
- 1956: Kitty und die große Welt
- 1956: Gefangene der Hölle (Embajadores en el infierno)
- 1957: Der Etappenhase
- 1957: Liane, die weiße Sklavin
- 1958: Wir Wunderkinder
- 1958: Stahlnetz: Sechs unter Verdacht
- 1958: Stefanie
- 1958: Eine kleine Machtmusik
- 1959: Der Rest ist Schweigen
- 1960: Stefanie in Rio
- 1960: Der Rächer
- 1960: Kapetan Lesi
- 1960: Die Sklaven Roms (La rivolta degli schiavi)
- 1961: Geliebte Hochstaplerin
- 1962: Der längste Tag (The Longest Day)
- 1962: Alarm für Dora X – Schlangenserum für ein kleines Kind
- 1962: Er kann’s nicht lassen
- 1964: Hafenpolizei – Schmerzensgeld
- 1964: Vor der Kamera
- 1964: Die fünfte Kolonne – Schattenspiel
- 1964: Die fünfte Kolonne – Der Gast
- 1965: Oberst Wennerström (Fernseh-Zweiteiler)
- 1965: Kennwort: Morituri
- 1967: Die Heiden von Kummerow und ihre lustigen Streiche
- 1968: Das Kriminalmuseum – Der Bohrer
- 1968: Peter und Sabine
- 1969: Der Kommissar – Toter Herr im Regen
- 1969: Madame und ihre Nichte
- 1972: Das Geheimnis der grünen Stecknadel (Cosa avete fatto a Solange?)
- 1972: Wir 13 sind 17
- 1972: Hausfrauen-Report 3
- 1974: Der Kommissar – Der Segelbootmord
- 1975: Papier Tiger (Paper Tiger)
- 1975: Die gelbe Karawane (La cloche tibétaine)
- 1977: Es muß nicht immer Kaviar sein – Lovejoy
- 1983: Der Feuersturm (The Winds of War)
- 1986: Väter und Söhne – Eine deutsche Tragödie
- 1989: Das Spinnennetz
- 1998: Vater wider Willen – Alles neu